# دوبرکاو
دوبرکاو (به آلمانی: Dobberkau) یک منطقهٔ مسکونی در آلمان است که در بیسمارک (آلتمارک) واقع شده‌است. دوبرکاو ۳۰۹ نفر جمعیت دارد.